# قبلانتو (سقز)
قرية قبلانتو (بالكردية: قەپڵانتوو) هي إحدى القرى التابعة لـكولتبه في ريف قسم زيويه من مقاطعة سقز، في محافظة كردستان الإيرانية.

## السكان
حسب إحصاءات سنة 2006، بلغ إجمالي السكان في قبلانتو 711 نسمة وعدد المساكن 166 مسكن. لغة سكان قبلانتو هي اللغة الكردية و هم من أهل السنة والجماعة والمذهب الشافعي.